# K.Muthakadahalli, Sidlaghatta
K.Muthakadahalli là một làng thuộc tehsil Sidlaghatta, huyện Chikkaballapur, bang Karnataka, Ấn Độ.